# Ясная Поляна (Весёловский район)
Ясная Поляна (укр. Ясна Поляна) — село,
Весёловский поселковый совет,
Весёловский район,
Запорожская область,
Украина.
Код КОАТУУ — 2321255103. Население по переписи 2001 года составляло 210 человек.

## Географическое положение
Село Ясная Поляна находится на расстоянии в 1,5 км от села Менчикуры.
Через село проходит автомобильная дорога Т-0805.